# Wasserspiele (2001)
Wasserspiele (Originaltitel: 赤い橋の下のぬるい水, Akai Hashi no Shita no Nurui Mizu, Alternativtitel: Warm Water under a Red Bridge) ist ein japanischer Film von Shōhei Imamura aus dem Jahr 2001. Der Film war ein Beitrag zu den Filmfestspielen von Cannes 2001.

## Handlung
Der Film handelt von einem ungefähr vierzigjährigen Salaryman, Yosuke Sasano, der seinen Job verliert und nach dem Tod seines betagten Freundes Taro in das kleine Fischerdorf Himi zieht. Er zieht in ein Haus, von dem man auf eine rote Brücke schauen kann. Im Haus befindet sich eine Vase mit einer goldenen Buddha-Statue, die von Taro aus einem Tempel in Kyōto gestohlen worden ist. Yosuke kann zwar die Vase nicht finden, aber er trifft auf Saeko Aizawa, eine Frau, die in diesem Haus lebt. Sie besitzt die Fähigkeit zur weiblichen Ejakulation und verursacht, dass Blumen zu blühen beginnen und die Fische im Fluss verrückt spielen.
Anfangs steht Saeko Yosuke eher ablehnend gegenüber, später freundet sie sich mit ihm an. Wenn Saeko die Anzeichen des Squirtings vernimmt, gibt sie Yosuke ein Zeichen mithilfe eines Spiegels. Yosuke eilt daraufhin zu ihr, wobei er bei seinen Wettrennen auch auf eher kuriose Persönlichkeiten wie einen jungen Mann, der mit seiner Freundin auf einem Motorroller fährt, oder einen Marathonläufer aus einem afrikanischen Land trifft. Es kommt bei den Treffen bei Saeko zu mehreren Orgasmen, wobei der für beide befriedigenste der am Ende des Films ist.

## Kritik
- Roger Ebert gibt dem Film drei von vier Sternen und bemerkt: „Nur in einer Nation, in der körperliche Bedürfnisse sachlich diskutiert werden, wo öffentliches Nacktbaden kein großes Problem darstellt, wo die Scham über den menschlichen Unterleib nicht ritualisiert ist, kann dieser Film in der Art und Weise, wie es Imamura vorgesehen hat, spielen.“[2]
- Der Filmkritiker Klaus-Peter Köpping schreibt über den Film: „In Wasserspiele [...] siegen die Urgewalten des weiblichen Orgasmus einer Nachfahrin der der Wassergöttin heiligen Ur-Schamanin – eifersüchtige Männer haben diese in reißenden Fluten umkommen lassen –, zu deren Dorf ein Vagabund den Weg findet [...]. Die reziproke Sehnsucht wird erfüllt, die mythische Welt in die konkrete transformierend überführt.“[3]

„Erotische, mit fantastischen Elementen gewürzte Komödie um einen Mann, der dem Großstadtleben entflieht [...]Ein sinnlich und humorvoll erzähltes Märchen um die Überwindung von Erstarrungen und Ängsten und um Frau als Quelle des Lebens" im wahrsten Sinne des Wortes“